# Wendell Anderson
Pour les articles homonymes, voir Anderson.
Wendell Richard Anderson, né le 1er février 1933 à Saint Paul au Minnesota et mort le 17 juillet 2016 dans la même ville, est un homme politique et joueur américain de hockey sur glace.

## Biographie
Wendell Anderson évolue dans l'équipe de hockey sur glace de l'université du Minnesota de 1951 à 1954 et fait partie de la sélection américaine médaillée d'argent aux Jeux olympiques d'hiver de 1956.
Membre du Minnesota Democratic-Farmer-Labor Party, il est élu gouverneur du Minnesota en 1970. Anderson est un gouverneur populaire avec environ 70 % d'approbation en 1976.
Cette même année, lorsque Walter Mondale est élu vice-président des États-Unis, Anderson démissionne de son mandat de gouverneur. Son lieutenant-gouverneur Rudy Perpich lui succède et le nomme au Sénat des États-Unis en remplacement de Mondale. Ce procédé pour accéder au Sénat est impopulaire auprès des électeurs ; c'est l'une des principales raisons du « massacre du Minnesota » de 1978, qui voit les démocrates perdre le poste de gouverneur (détenu par Perpich) et les deux postes de sénateurs, dont celui d'Anderson,. Il est en effet battu par le républicain Rudy Boschwitz.